# Helmut Haberkamm

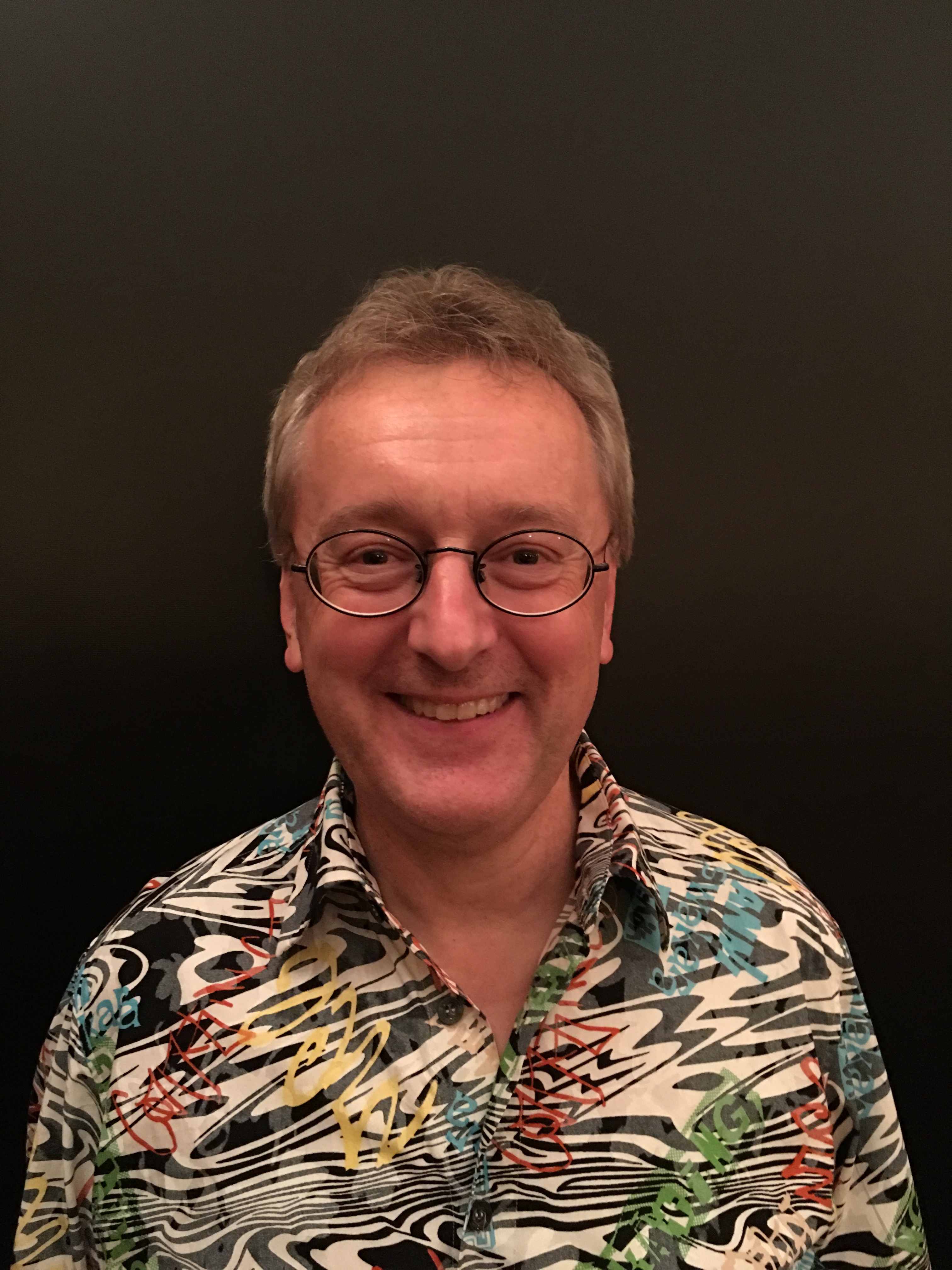
Helmut Haberkamm (2015)

Helmut Haberkamm (* 3. Dezember 1961 in Dachsbach in Mittelfranken) ist ein deutscher Lehrer, Schriftsteller ostfränkischer Mundart und Song-Übersetzer aus dem Englischen ins Fränkische. Er lebt in Spardorf im mittelfränkischen Landkreis Erlangen-Höchstadt.

## Leben und Werk
Haberkamm wuchs auf dem elterlichen Bauernhof in Dachsbach im Aischgrund auf. Er studierte Anglistik, Amerikanistik und Germanistik in Erlangen und Swansea (Wales) und schloss 1991 mit einer Doktorarbeit über Gegenwartsdichtung in Großbritannien sein Studium ab. Danach arbeitete er als Lehrer, seit 2001 am Emil-von-Behring-Gymnasium in Spardorf. Um seine vielseitigen und umfangreichen Projekte als Schriftsteller und Mundart-Poet und -Inspirator realisieren zu können, ließ er seine Tätigkeit als Gymnasiallehrer für fünf Jahre ruhen und kehrte 2019 am musischen Christian-Ernst-Gymnasium in Erlangen in den aktiven Schuldienst zurück.
Für seinen Debütband Frankn lichd nedd am Meer von 1992 erhielt er 1993 den Bayerischen Kunstförderpreis in der Sparte Literatur für seine neuartige Dialektpoesie. Seither verfasste er mehrere Gedichtbände und Theaterstücke in ostfränkischer Mundart oder Regiolekt. Er zählt zu den bedeutendsten jener fränkischen Autoren. 
Haberkamm bevorzugt in seinen Gedichtbänden und Theaterstücken seinen Heimatdialekt. Seit 2000 entstanden in Zusammenarbeit mit Stefan Kügel Figurentheaterstücke, die wiederkehrend im Theater Kuckucksheim in Heppstädt aufgeführt werden. Haberkamm veröffentlichte auch Erzählungen und Essays und ist Textautor für den Bayerischen Rundfunk in Zusammenarbeit mit dem Studio Franken. Als Erzähler bevorzugt Haberkamm das Standarddeutsche. Sein erster 2016 erschienener Roman Das Kaffeehaus im Aischgrund wurde in Hochdeutsch geschrieben. 
Seit 30 Jahren transkribiert Haberkamm Texte des US-amerikanischen Songpoeten Bob Dylan in seine Heimatsprache. Dabei spielen sich die besungenen Geschichten oft auch an fränkischen Schauplätzen ab, wodurch die Lieder die Hörer in der Region unmittelbarer ansprechen. 2021 veröffentlichte er das Buch Fier immer jung mit 77 Songs von Bob Dylan auf Fränkisch. Dafür entstand auch die CD Dylan auf Fränkisch mit dem Burghaslacher Gitarristen und Sänger Johann Müller.
Er erhielt verschiedene Preise und Auszeichnungen. Vom Börsenverein des deutschen Buchhandels in Kooperation mit der Stiftung Buchkunst wurde die Kleine Sammlung fränkischer Dörfer von Helmut Haberkamm und Annalena Weber zum schönsten Regionalbuch Deutschlands 2019 gewählt.

## Preise und Auszeichnungen
- 1993: Bayerischer Kunstförderpreis für Literatur[2]
- 1999: Kulturförderpreis des Bezirks Mittelfranken
- 2008: Frankenwürfel der drei fränkischen Regierungsbezirke[5]
- 2018: Kulturpreis der Stadt Erlangen[6]
- 2018: Frankenmedaille[7]
- 2022: Wolfram-von-Eschenbach-Preis[8]

## Fränkisches MundArt-Festival „Edzerdla“
Haberkamm ist Initiator, Organisator und teilnehmender Dichter des fränkischen MundArt-Festival Edzerdla mit Dialektkünstlern aus Literatur, Musik, Theater, Kleinkunst und Kabarett. Das erste Festival mit 70 Künstlern und 150 Mitwirkenden wurde an zwei Tagen im Juni 2016 von der Stadt Burgbernheim auf dem Kapellenberg veranstaltet. Den etwa 3600 Besuchern wurde das umfangreiche Programm auf drei Bühnen präsentiert. Das zweite Festival fand 2018 statt, das dritte 2024.
2018 wurde Haberkamm insbesondere für seine Verdienste als Initiator und Mitorganisator des Festivals vom Fränkischen Bund mit der Frankenmedaille ausgezeichnet, verbunden mit der Hoffnung, dass „das fränkische Woodstock“ anders als das legendäre Woodstock-Festival ein Dauerbrenner wird.

## Werke (Auswahl)
Mundartbände
- Frankn lichd nedd am Meer, 77 Gedichte in fränkischer Mundart. ars vivendi verlag, Cadolzburg 1993, ISBN 3-927482-43-9.
- Leem aufm Babbier, 77 Gedichte in fränkischer Mundart. ars vivendi verlag, Cadolzburg 1995, ISBN 3-931043-12-6.
- Lichd ab vom Schuß, Gedichte und Fotografien aus Franken. ars vivendi verlag, Cadolzburg 1999, ISBN 3-89716-095-1.
- Des sichd eich gleich, Gedichte und Fotografien aus Franken. ars vivendi verlag, Cadolzburg 2001, ISBN 3-89716-300-4.
- Uns schiggd der Himml, 160 Gedichte in fränkischer Mundart. ars vivendi verlag, Cadolzburg 2010, ISBN 978-3-86913-036-1.
- Englische Grüß: 77 Gedichte in fränkischer Mundart. ars vivendi verlag, Cadolzburg 2017, ISBN 978-3-86913-770-4.
- Fier immer jung: 77 Songs von Bob Dylan auf Fränkisch. ars vivendi verlag, Cadolzburg 2021, ISBN 978-3-7472-0241-8.
- All Dooch wos annersch: 77 Gedichte in fränkischer Mundart. ars vivendi verlag, Cadolzburg 2022, ISBN 978-3-7472-0439-9.
- Edzerdla hammers: 100 Gedichte, Lieder & Dexde in fränkischer Mundart. ars vivendi verlag, Cadolzburg 2024, ISBN 978-3-7472-0605-8.

Theaterstücke
- Schellhammer I: Gfärbda Spoozn (1996)
- Schellhammer II: Fleischia Stiggle (1998)
- Der Kartoffelkrieg. Eine fränkische Powenziade in drei Akten frei nach Ernst Penzoldt. ars vivendi verlag, Cadolzburg 2000, ISBN 3-89716-206-7.
- No Woman, No Cry – Ka Weiber, ka Gschrei, Fränkisches Musical (2001)[14]
- Die g’schenkte Stund (2003)
- Die Schuddgogerer (2005)
- Der Frankenhasser (2006)
- „Die Fichtn im Weiher odder: Vier Tempramente in voller Fahrt“. Fränkische Kerwa-Komödie (2008)
- Der Kaschberlesmoo (2008)
- Dem Shakespeare sei Sommernachtstraum (2015)
- We Are the Champions – Mir sinn die Größdn. Eine fränkische Viecherei mit saustargen Songs (2017)
- Glopf an die Himmelsdür – Ein fränkischer Western (2019)

Belletristik
- Das Kaffeehaus im Aischgrund. Roman, ars vivendi verlag, Cadolzburg 2016, ISBN 978-3-86913-721-6.
- Kleine Sammlung fränkischer Dörfer. Literarisches Sachbuch, ars vivendi verlag, Cadolzburg 2018, ISBN 978-3-86913-990-6.
- Die warme Stube der Kindheit. Erzählungen, ars vivendi verlag, Cadolzburg 2019, ISBN 978-3-7472-0017-9.
- Gräschkurs Fränkisch – Ein Streifzug durch unseren Dialekt. Dialekt-Bühnenprogramm, ars vivendi verlag, Cadolzburg 2020, ISBN 978-3-7472-0196-1.

Quiz
- Gräschkurs Fränkisch – Das Quiz. 66 Fragen für den fränkischen Mundartexperten. ars vivendi verlag, Cadolzburg 2020, EAN 4250364119047

## Diskografie
- Frankn lichd nedd am Meer und mehr und mehr. Helmut Haberkamm liest Mundartlyrik musikalisch umrahmt (1997)
- Komm süßer Tod. Mundarttexte von Helmut Haberkamm und geistliche Lieder von Johann Sebastian Bach (2001)
- Fodd ieberm großn Wasser. Lieder & Gedichte. 23 Songtexte aus dem Englischen ins Ostfränkische übersetzt, gesungen von Johann Müller (2005)
- Dylan auf Fränkisch mit dem Gitarristen und Sänger Johann Müller (2021)